# Курилівська вулиця (Харків)
Курилівська вулиця — вулиця у Холодногірському районі Харкова. Курилівська відгалужується від Кузинської вулиці і підіймається на північ схилом Лисої гори до вулиці Таганської.

## Історія й назва
Вулиця виникла наприкінці XIX століття, її назва пов'язана з прізвищем одного з перших поселенців — селянина Павла Сидоровича Курилова. У 1869 році стала до ладу Курсько-Харківська залізниця, завдяки чому розпочалась активна забудова прилеглих місцевостей — Панасівки і Лисої Гори. У 1885 році Велику Панасівську вулицю з'єднали з Лисою Горою залізним мостом, який побудували над залізничними коліями. За мостом від Кузинської вулиці почали розбудовуватися на північ Андріївська й Курилівська вулиці.
У 1936 році вулицю було перейменовано на Ленінградську. 20 листопада 2016 року вулиці Ленінградській згідно із законом про декомунізацію було повернено історичну назву — Курилівська.

## Будівлі
- № 27 — Харківська загальноосвітня школа № 67[2]. Колишнє міське приходське училище. На фасаді школи встановлено меморіальну дошку на честь Героїв Радянського Союзу Анатолія Добродецького та Євгена Косьміна, які навчалися в цій школі в 1930—1940 роках[3].
- № 78 — Пам'ятка архітектури Харкова, охорон. № 365. Церква Казанської Божої Матері (Серафімівська), побудована в 1904—1912 роках, за проєктом архітектора В. Х. Нємкіна. Після смерті Нємкіна будівництво завершив В. М. Покровський. Ділянку під будівництво церкви в 1901 році пожертвував почесний громадянин Харкова купець Костянтин Уткін. До відкриття храму купець не дожив: у 1911 році він разом зі своїм сином був убитий невідомими особами. За деякими відомостями, Костянтина Уткіна поховали в вівтарі храму. Казанська церква — один з храмів Харківської єпархії, в якому з 1912 року і донині не припинялися Богослужіння[4]. Храм підпорядкований УПЦ МП[5].
- № 93 — Територія колишнього Лисогірського кладовища[6] поруч із церквою Казанської Божої Матері.